# 哈里·埃洛兰塔
哈里·埃洛兰塔（芬蘭語：Harri Eloranta，1963年12月4日—），芬兰男子冬季两项运动员。他曾代表芬兰参加1988年、1992年、1994年和1998年冬季奥林匹克运动会冬季两项比赛，获得一枚铜牌。